# Église Saint-Maurice de Marignier
L'église Saint-Maurice de Marignier, est un lieu de culte catholique français, situé dans le département de la Haute-Savoie, dans la commune de Marignier. Elle est placée sous le patronage du saint Maurice d'Agaune, capitaine de la Légion Thébéenne, martyrisé à Octodure en Valais.

## Historique
Le Régeste genevois indique que le chevalier Amédée et son frère Guillaume, en présence de l'évêque de Genève, Bernard Chabert, « donnent [...] tous leurs droits sur les dimes de cette paroisse », en 1209. À cette époque, l'église primitive est dédiée à saint Sulpice.
En 1838, l'ancienne église menace de s'effondrer. Une seconde église de style néoclassique sarde est construite en 1841. Elle est consacrée en 1846,.
Devenue vétuste, on la détruit le 26 avril 1956. Les travaux débutent le 14 octobre 1956 avec la pose de la première pierre, sous la direction de l'architecte, originaire de Thonon, Maurice Novarina. Celui-ci fera d'ailleurs appel à sa sœur, Madeleine, pour la réalisation des vitraux. Elle est d'ailleurs à l'origine des vitraux de l'église néogothique de Vieugy. L'église est consacrée en 1958.
Le conseil municipal, le 14 mars 1996, décide de la restauration du clocher à bulbe datant du XVIIIe siècle. Pour cette restauration, la commune fait appel à l'architecte Jacques Rendu. Ce dernier restaure la charpente, la couverture en cuivre et l'escalier intérieur. Le Jean Rubin, sculpteur sur métal situé sur la commune, réalise le coq.

## Description
Le clocher possède 3 cloches, La Grand'Cloche, sonnant les heures. La cloche des Angelus, et une petite, qui ne sert plus[réf. nécessaire].